# Hornolužická hraniční listina

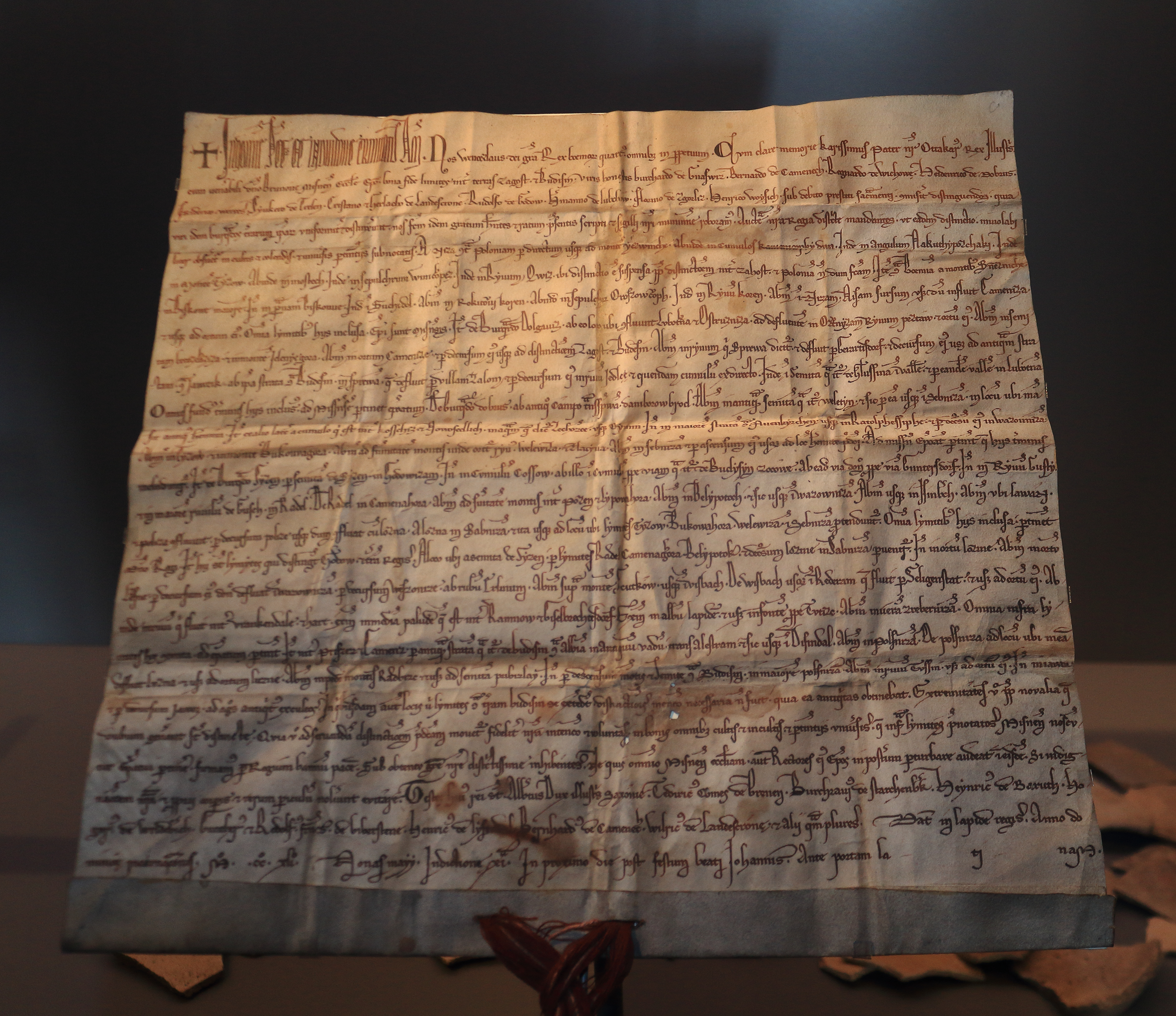
Hornolužická hraniční listina z r. 1241. Pevnost Königstein

Tzv. Hornolužická hraniční listina (něm. Oberlausitzer Grenzurkunde) vytyčila hranice mezi středověkým Českým královstvím a světskými doménami míšeňských biskupů v prostoru dnešní Horní Lužice. Byla zpečetěna králem Václavem I. 7. května 1241 na hradě Königstein. Mnohé, ve středověku založené vesnice a osady, ležící mezi Budyšínem, Sebnitz a Stolpenem, jsou písemně vůbec poprvé zmíněny v této listině, což z dokumentu činí důležitý pramen pro dějiny osídlení Horní Lužice.

## Vznik
Župa lužickosrbských Milčanů, budoucí Horní Lužice, byla od 10. století cílem expanze sousedních států. Nejprve se stala závislou na římsko-německém králi, poté si zemi krátce podmanilo Polsko a později oblast několikrát střídala pány z řad míšeňských markrabat a českých knížat a králů. Oblast tzv. Budyšínska, kterýžto název se tehdy vztahoval víceméně na celou pozdější Horní Lužici, se r. 1158 stala na téměř 450 let součástí českého státu. Již na počátku 11. století však získalo cestou darů a donací rozsáhlé državy v této oblasti také Míšeňské knížecí biskupství jako své světské říšské léno. Především šlo o pozemky v oblasti Stolpenu, Bischofswerdy (lužickosrbsky Biskopicy) a Gödy (Hodźij), ale i na jihovýchodě země, jižně od Zhořelce a kolem Žitavy, kde máme k r. 1007 doloženou první biskupskou osadu – Ostritz na Nise. Jak čeští králové a knížata, tak biskupové z Míšně, zintenzívnili od 2. pol. 12. století domácí i zahraniční kolonizaci celého prostoru, nechávali klučit lesy a zakládat nové vesnice. Většina sídel v Horní Lužici tak byla založena během necelého století, v l. 1150-1240. Již kolem r. 1220 byla země víceméně rozdělená od kolonistů a mezi leníky a stoupenci obou feudálů začalo docházet k častým hraničním sporům. Vyvstala tak nezbytná potřeba přesně vytyčit vzájemnou hranici.

## Vytyčení hranice

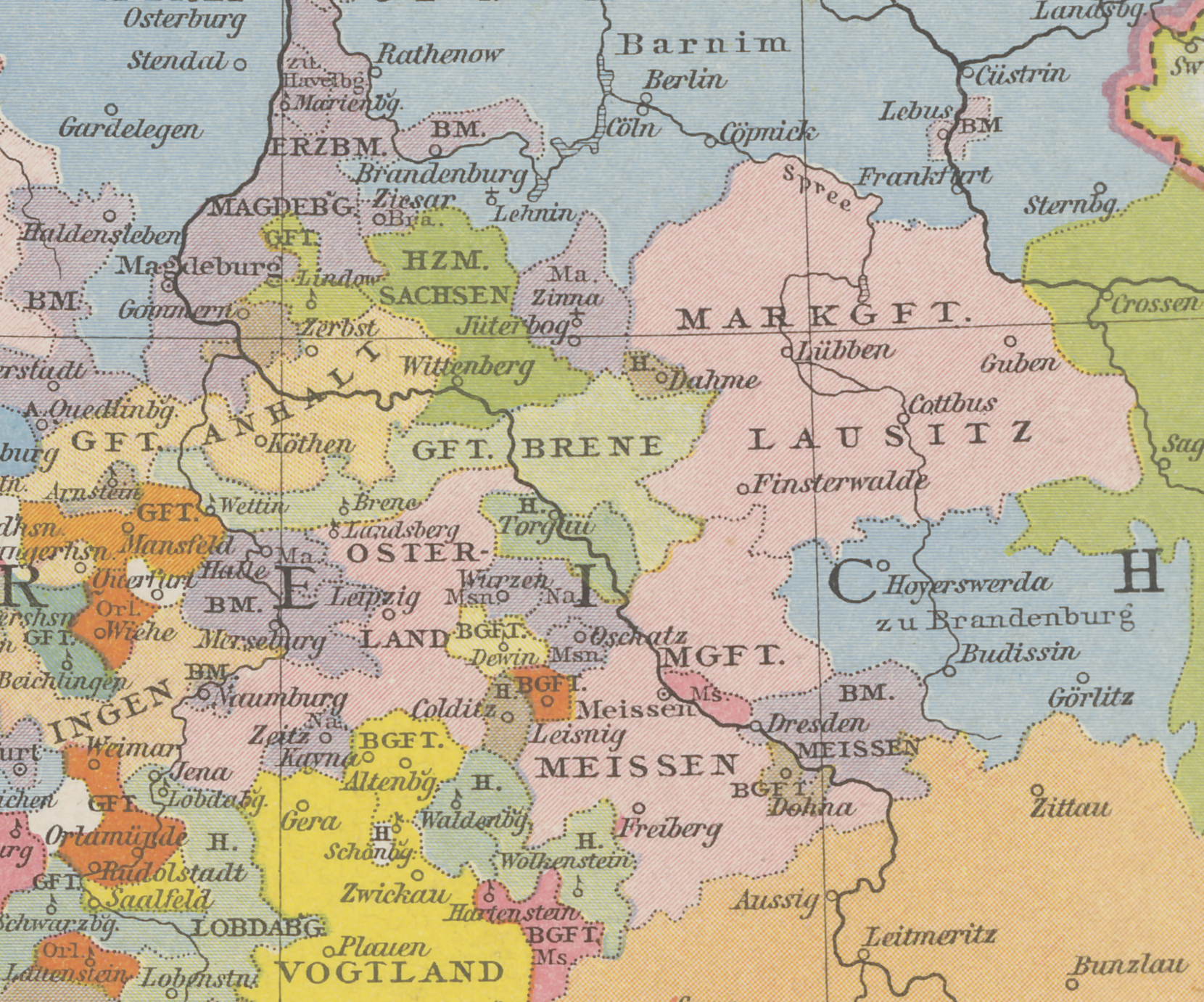
Oblast budoucí Horní Lužice (tyrkysově vpravo dole) v 2. pol. 13. stol., kdy přechodně patřila Braniborsku. Jihozápadně od ní leží oblasti Míšeňského biskupství (fialově). Hranici stanovila Hornolužická hraniční listina

Roku 1213 a znovu v roce 1223 byly komisí, složenou ze zástupců českého krále a míšeňského knížete-biskupa, v několika etapách vytyčeny, vyměřeny a potvrzeny vzájemné hranice. Dvanáct komisařů pak zaneslo závěry komise do protokolu. Protokol obsahuje okolo stovky krajinných orientačních bodů, určujících průběh hraniční linky. Nejčastěji byla hranice stanovena podél vodních toků. Na druhém místě v počtu, za řekami a potoky, následují hory a kopce jako orientační body.
Hranice probíhala od Labe středem říčky Sebnice a u městečka Sebnitz se stáčela na sever k Langburkersdorfu, kde se odkláněla severozápadním směrem k Frankenthalu. Odtud směřovala chvíli korytem říčky Schwarze Röder, aby se posléze odklonila a vedla přes vrch Keulenberg do vsi Pulsnitz. Odtud pokračovala korytem stejnojmenné říčky až k jejímu ústí do řeky Schwarze Elster (čes. Černý Halštrov).
Biskupům tak v celé oblasti zůstal pouze Stolpenský kraj s Bischofswerdou a Gödou a dále dvě oblasti, obklopené ze všech stran českým územím (exklávy): hradský obvod Doberschau (lužickosrbsky Dobruša) v prostoru mezi Lobendavou v Čechách a Budyšínem, na jehož území ležely vesnice Schwarznaußlitz (Čorne Noslicy), Singwitz (Dźěžnikecy), Blumenthal, Obergurig (Hornja Hórka) a Mönchswalde (Mnišonc) a za druhé ves Bischdorf (Biskopice) s polnostmi nedaleko Löbau. Zbytek Budyšínska se definitivně stal součástí Českého království.
Podle znění listiny zůstal biskupům také jihovýchodní cíp dnešní Horní Lužice kolem městečka a velkofary Závidov a dál k jihovýchodu a pramenům Kwisy k biskupskému hradu a městečku Leśną. Dříve biskupské statky kolem Ostritz a Radměřic již v době zpečetění listiny patřily nejméně jednu dekádu pod vládu českého krále. Zajímavé je, že v této listině jsou biskupské majetky označovány jako Záhvozd (Zagozd). Je tu tedy použito původně čistě geografické označení župy zmiňované od roku 1144 po celé 12. století, nyní ovšem v mnohem užším územním záběru. Právě hranice s biskupskými statky na opačné, tedy východní straně budoucí Horní Lužice, doznala nejdříve změn. Již během 40. a první poloviny 50. let 13. století všechny zdejší biskupské statky padly pod moc Přemyslovců a následně z části braniborských Askánců. Již Václav I., který v listině potvrdil biskupům tolik žádaný hrad v Leśné, nechal roku 1247 na části dosud biskupských pozemků postavit pomezní hrad Czochu, čímž starou biskupskou pevnost zastínil, a snad už do roku 1253 získal i všechny zbývající míšeňské majetky kolem Závidova a Lešné.

## Listina
Roku 1228 byl vyhotoven koncept listiny, ale ani král Přemysl Otakar I., ani „mladší král“ Václav jej z neznámého důvodu nezpečetili. Králův syn a spoluvládce Václav byl přitom v té době vévodou budyšínským (Latinsky dux Budissinensis), a tedy se ho záležitosti budoucí Horní Lužice bezprostředně týkaly.
Teprve 7. května 1241 byla Hornolužická hraniční listina zpečetěna králem Václavem I. na tehdy českém hradě Königstein na Labi a proto vstoupila v platnost. Listina byla vyhotovena ve více exemplářích. Obsahově se text čistopisu z r. 1241 téměř neliší od konceptu z r. 1228. Mezi svědky zpečetění dokumentu figurují, vedle jiných šlechticů, také členové komise, kteří prováděli vyměřovací práce po téměř dvacet let.
Název listiny je novodobý. Jednak ve středověku nebylo běžné (ačkoli ani ne zcela vyloučené) dávat dokumentům jména, a především toponymum „Horní Lužice“ ještě vůbec neexistovalo a doloženo je až od 15. století. V listině samotné jsou však vůči sobě vymezovány jménem staré slovanské župy, Milska a Dacena (obě české) a Nisani (míšeňská).

## Pozdější změny
Během pozdního středověku došlo důsledkem majetkových změn k mnoha obměnám průběhu hranice. Jen severní část hraniční čáry, zhruba od vrchu Keulenberg k severu, zůstala neměnná 400 let až do předání obou Lužic Sasku r. 1635.

#### Prameny
Hornolužická hraniční listina je dochována ve čtyřech exemplářích, z nichž všechny jsou uložené v Sächsisches Hauptstaatsarchiv Dresden (Saský státní archiv v Drážďanech). Text byl otištěn v časopise: Neues Lausitzisches Magazin. Band 95, 1919, S. 88–93.